# Leonid Volosjin
Leonid Anatoljevitj Volosjin (ryska: Леонид Анатолъевич Волошин), född den 30 mars 1966 i Krasnodar, är en rysk före detta friidrottare som tävlade i tresteg under 1990-talet. 
Volosjins genombrott kom när han vid Olympiska sommarspelen 1988 i Seoul slutade åtta i längdhopp. Vid EM 1990 i Split ställde han upp i tresteg och vann guld med ett hopp på 17,74 meter. Under 1991 blev han silvermedaljör vid VM i Sevilla efter att ha hoppat 17,04 efter landsmannen Igor Lapsjin. Utomhus samma år deltog han vid VM i Tokyo där han slutade tvåa, tre centimeter efter USA:s Kenny Harrison efter att ha klarat 17,75 vilket även är hans personliga rekord. 
Vid Olympiska sommarspelen 1992 i Barcelona slutade han fyra. Denna gång innebar hans 17,32 att han var fyra centimeter från Frank Rutherford som slutade trea. Nästa mästerskap var VM 1993 i Stuttgart där han åter slutade tvåa denna gång med ett hopp på 17,65 vilket var 21 cm efter segraren Mike Conley.
Hans sista mästerskap var EM inomhus 1994 där han vann guld.